# 杂金蛛
杂金蛛（学名：Argiope zabonica）为园蛛科金蛛属的动物。在中国大陆，分布于苏州等地。该物种的模式产地在苏州。